# カチューシャ (小惑星)
カチューシャ (1900 Katyusha) は小惑星帯の小惑星である。タマラ・スミルノワがクリミア天体物理天文台で発見した。
ソビエト連邦（ウクライナ人）の女性パイロット、エカテリーナ・ゼレンコの愛称に因んで名付けられた。